# Sportcentrum The Dome
Sportcentrum The Dome is een sportaccommodatie in het Utrechtse Houten. Het sportcomplex beschikt over een grote sporthal waar zo'n 1.500 man in kunnen. Handbal Houten speelt zijn thuiswedstrijden in The Dome. Ook in het sportcentrum is een Dojo voor de vechtsporten die in The Dome worden beoefend. 
De hal is op 28 november 2015 geopend met een handbalwedstrijd tussen Handbal Houten en E&O.
De vloer in de sporthal voldoet aan de normen van het NOC*NSF.

## Gebruikers
- Handbal Houten
- Judovereniging Groot Houten
- Your Personal Training
- Zaalvoetbal

## Sportevenementen
- 2016 - heden - Supercup Handbal
- 2018 - triotoernooi Nederlands handbalteam mannen